# カール・フリードリヒ・ツェルター
カール・フリードリヒ・ツェルター（ドイツ語: Carl Friedrich Zelter、 1758年12月11日 - 1832年5月15日）は、ドイツの作曲家、指揮者、音楽教師。
長年忘れ去られていたヨハン・ゼバスティアン・バッハの音楽の復興に取り組んだ人物の一人である。

## 生涯

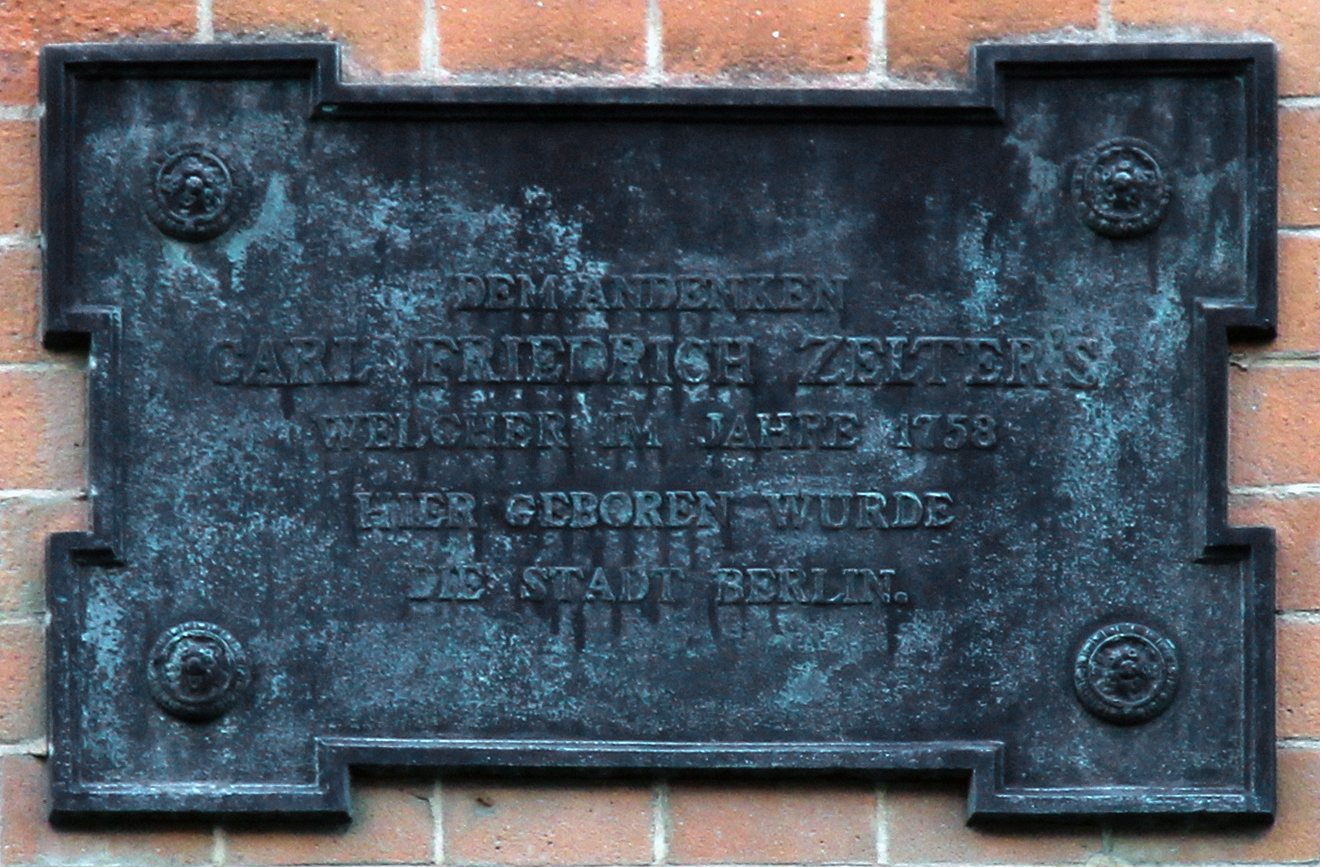
ミッテ区に取り付けられた記念銘板

ツェルターはベルリンの煉瓦積み職人の家庭に生まれ、同じくベルリンに没した。ドイツの文豪ゲーテとは親しい間柄であり、ツェルターの作品にはゲーテの詩に付けられたものもある。彼はその経歴の中で、約200曲の歌曲とともに、カンタータ、ヴィオラ協奏曲（1779年には演奏されていた）、ピアノ曲を作曲した。
ツェルターの門弟には（異なる時期ではあるが）、フェリックス・メンデルスゾーン、ファニー・メンデルスゾーン、ジャコモ・マイアベーア、オットー・ニコライ、ハインリヒ・ドルンがいる。中でもフェリックス・メンデルスゾーンは彼のお気に入りの生徒だったようであり、彼はゲーテにその12歳の少年の才能を自慢して書き送っている。メンデルスゾーンはピアノ四重奏曲第2番ヘ短調作品2をツェルターに献呈している。ツェルターはメンデルスゾーンに自分が大バッハの音楽を強く愛していると説いており、これがきっかけとなり1829年のツェルター後援によるバッハのマタイ受難曲の蘇演が実現した。この画期的な出来事を境に、当時は古めかしいと考えられてほとんど忘れられ、演奏の機会のなかったバッハの作品群が一般に再評価されて復活することとなったのである。メンデルスゾーンはツェルター亡き後、合唱団ベルリン・ジングアカデミーの指揮者の職を継ぎたいと希望していたが、代わりにカール・ルンゲンハーゲンがその地位を託されることになる。

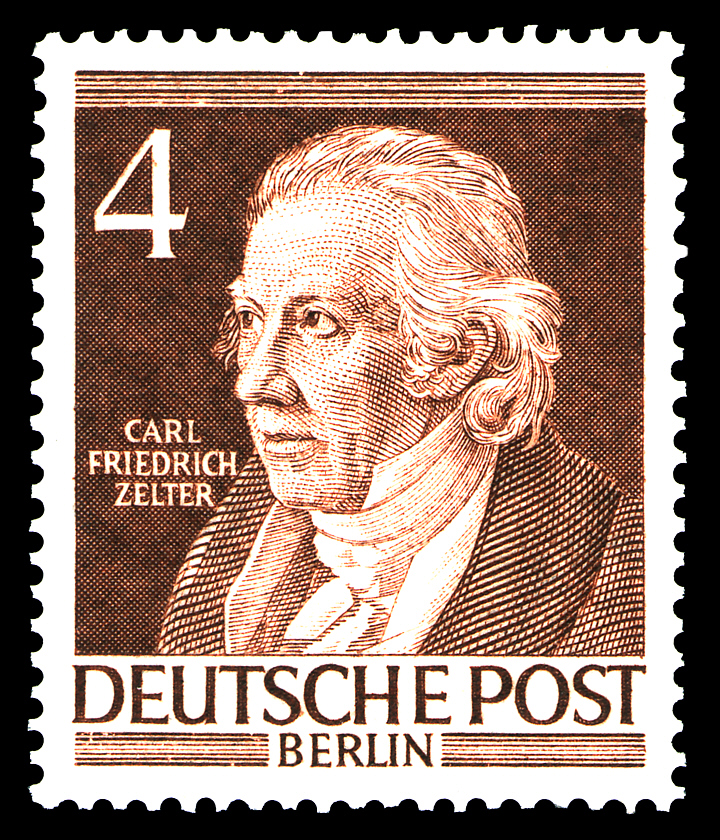
「昔のベルリンの男性」シリーズの切手 1952年

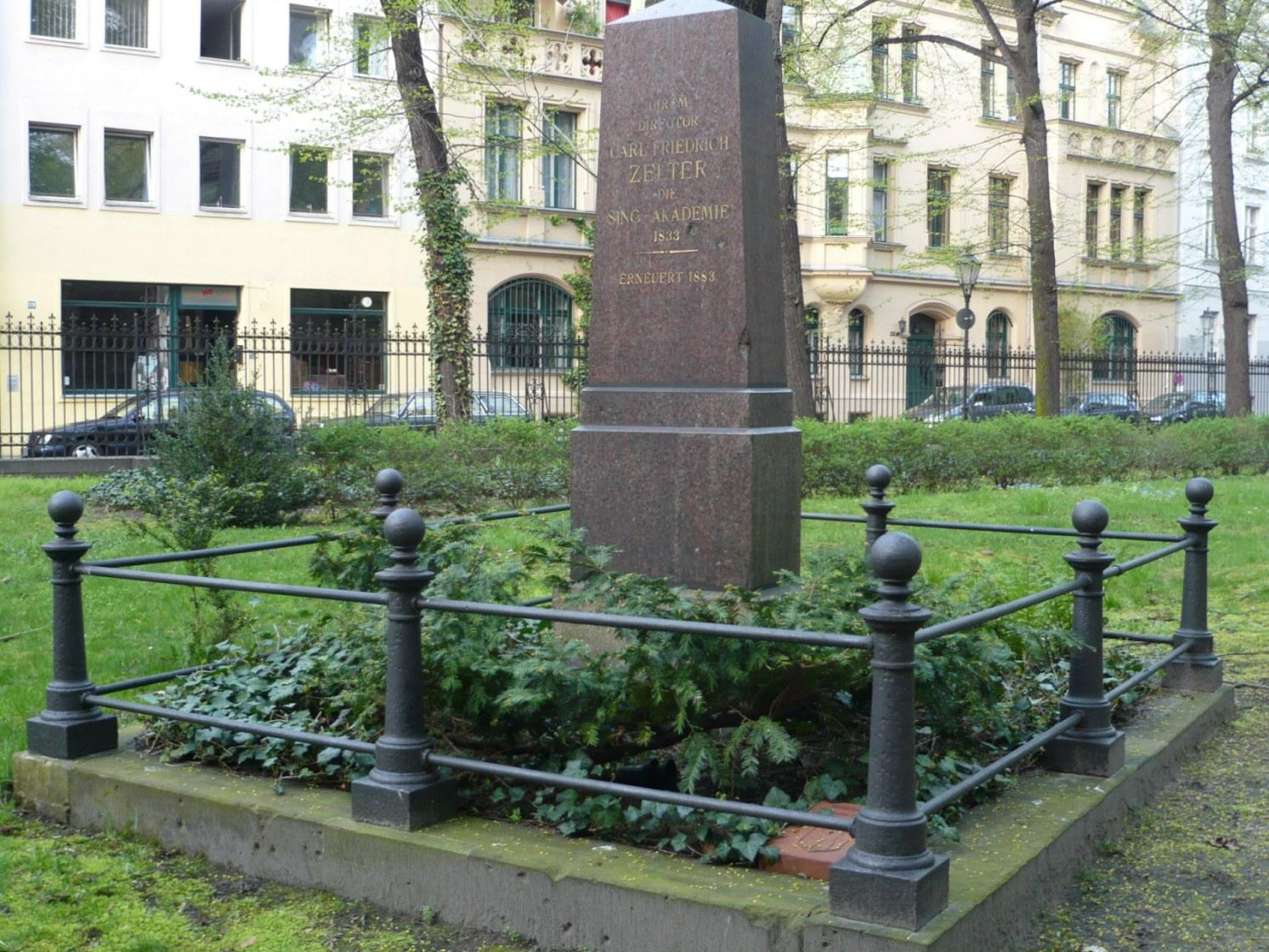
ツェルターの墓

ツェルターは最初の妻ゾフィー・エレオノーラ・フレーリッケ（Sophie Eleonora Flöricke 旧姓カッペル Kappel）がこの世を去った後、1796年にユリー・パップリッツ（Julie Pappritz）と結婚した。パップリッツはベルリン・オペラでよく知られた歌手であった。ツェルターはベルリンのゾフィー教会に眠っている。

ツェルターはカール・フリードリヒ・ファッシュの伝記を記しており、初版は1801年にベルリンのJ.F.ウンゲル（Unger）から出版されている。

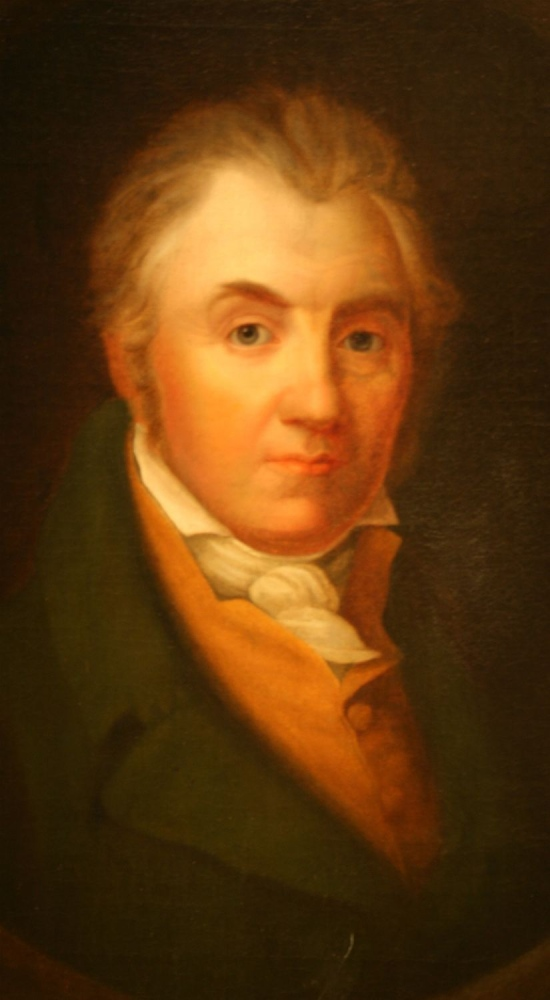
ヨハン・エドゥアルト・ヴォルフ画
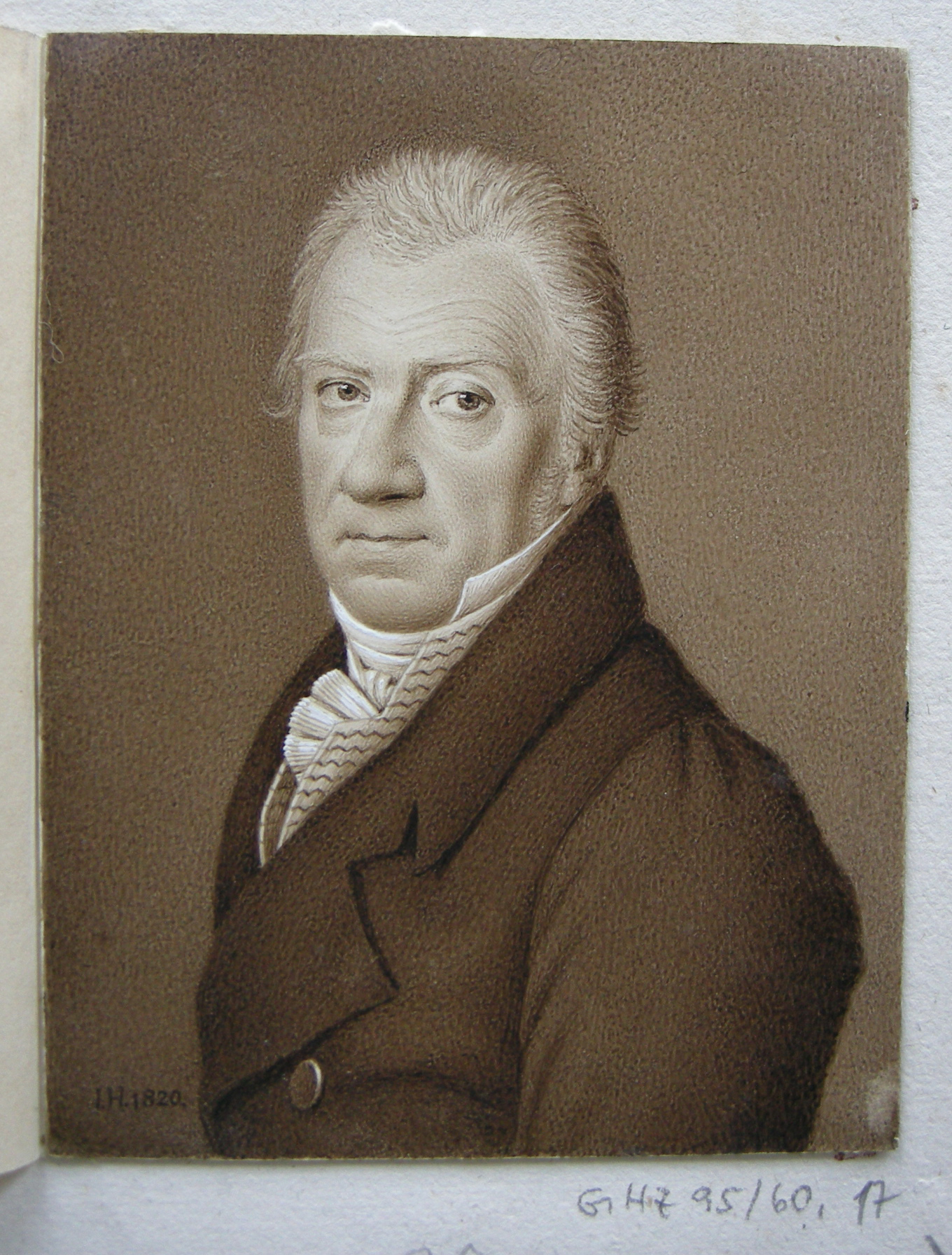
ヨハン・ハウジンガー画
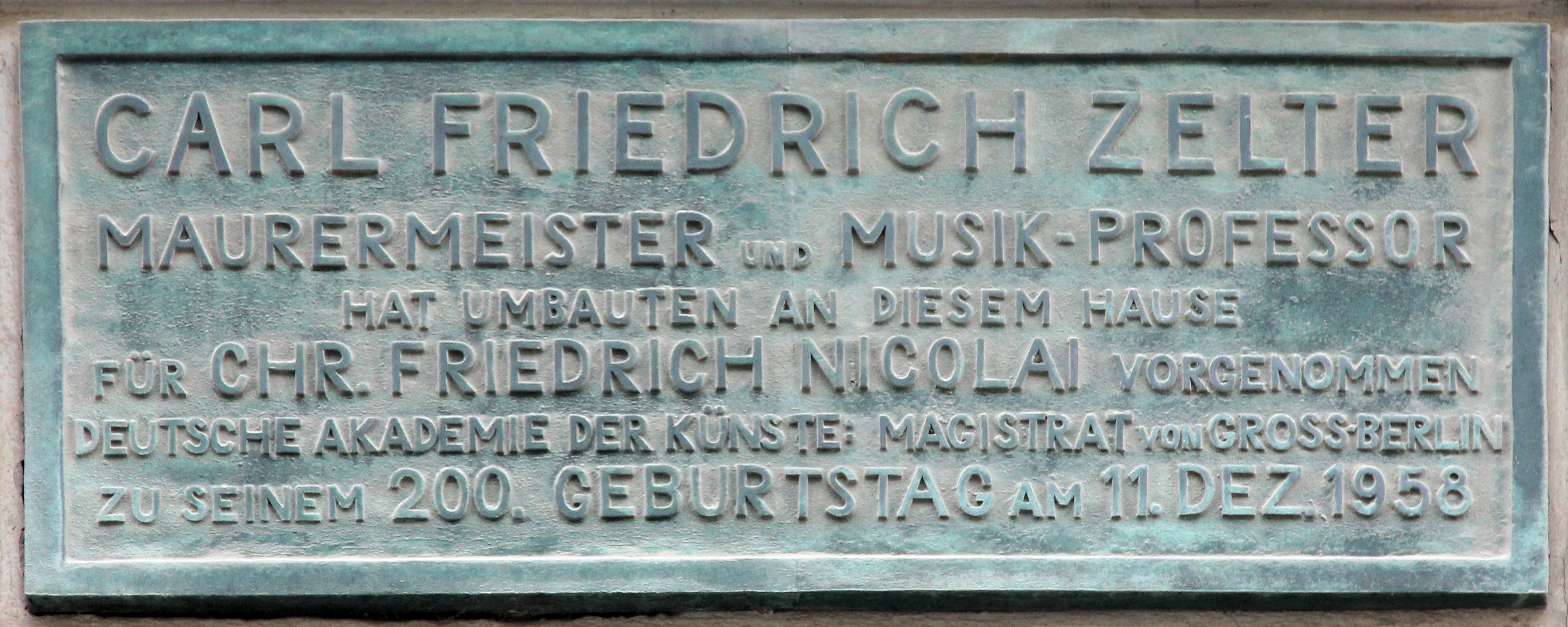
著作家フリードリヒ・ニコライのために設計したミッテ区の家にある「煉瓦職人の名手であり音楽教授」ツェルターの記念銘板